# Hygrolycosa
Hygrolycosa is een geslacht van spinnen uit de familie wolfspinnen (Lycosidae).

## Soorten
De volgende soorten zijn bij het geslacht ingedeeld:
- Hygrolycosa alpigena Yu & Song, 1988
- Hygrolycosa ligulacea Qu, Peng & Yin, 2009
- Hygrolycosa rubrofasciata (Ohlert, 1865)
- Hygrolycosa strandi Caporiacco, 1948
- Hygrolycosa umidicola Tanaka, 1978